# Christoph Raßler
Christoph R. Raßler OSB, auch Christophorus Raslerus, (* 1615 in Konstanz; † 19. März 1675 in der Abtei Petershausen bei Konstanz) war ein Benediktiner, Theologe, Gelehrter und Abt von Zwiefalten.

## Familie
Eine verwandtschaftliche Beziehung zu dem Jesuiten Johann Christoph Raßler (1654–1723) ist möglich; ebenso wie zu den Jesuiten Franz Raßler (1649–1734) und Maximilian Raßler (1645–1719). Ebenfalls in fürstbischöflichen Diensten in Konstanz stand Jacob Christoph Raßler (1605–1665), der 1654 geadelte Begründer der Linie Raßler von Gamerschwang.

## Leben

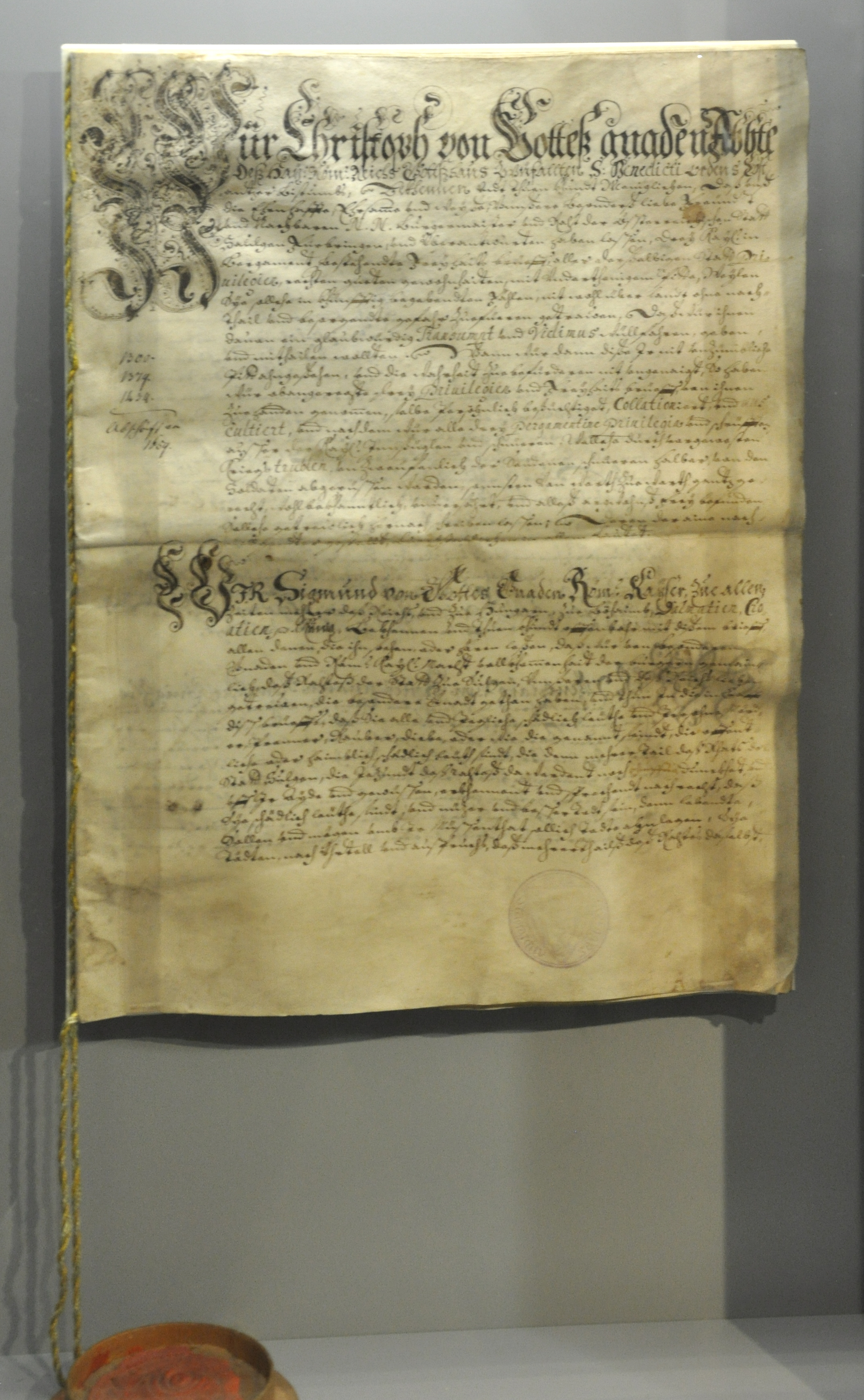
Urkunde, 1659 von Abt Christoph von Zwiefalten ausgestellt

Nach seinem Eintritt in die Benediktinerabtei Zwiefalten erhielt er dort den Ordensnamen des Hl. Christophorus und legte schließlich Profess ab. Er durfte in Rom studieren und wurde 1652 Professor an der Benediktineruniversität in Salzburg.
1654 und 1655 veröffentlichte er in Salzburg die dogmatischen Lehrschriften:
- Tractatus dogmatico-moralis de visione beatifica
- Tractatus dogmatico-moralis de sacramentis in genere
- Tractatus dogmatico-moralis de sacramento et virtute poenitentiae
- Tractatus dogmatico-moralis de natura theologiae

Von Paul Ram(b)lmayr (von Taufers), Stiftsdekan in Innichen von 1679 bis 1689, existieren Abschriften des Christoph Raßler zu
- Commentarius in primam secundae Summae Angelici S. Thomae Aquinatis (Salzburg 1656/57)
- Commentarius in primam partem S. Thomae de Substantia, Affectionibus, effectis et causis Angelorum (Salzburg 1656)

Am 21. Dezember 1658 wurde er zum neuen Abt der Benediktinerabtei Zwiefalten gewählt und am folgenden Tag spendete ihm der Konstanzer Weihbischof Georg Sigismund Müller feierlich die Abtsweihe. Unter seiner Ägide entstand die neue Ordnung für die schwäbische Benediktiner-Kongregation, die 1671 von allen Äbten angenommen wurde.
Raßler verstarb im Benediktinerkloster Petershausen in Konstanz.